# Saksun
Saksun [ˈsaksʊn] (dänischer Name: Saksen, früher: Saxen) ist ein Ort der Färöer an der Westküste im Norden der Hauptinsel Streymoy.
Die gleichnamige Gemeinde (Saksunar kommuna)  entstand nach Aufteilung der Haldarsvíkar og Saksunar kommuna im Jahr 1944 und bestand nur aus diesem einen Ort. Sie wurde am 1. Januar 2005 mit der Sunda kommuna zusammengelegt.

## Lage

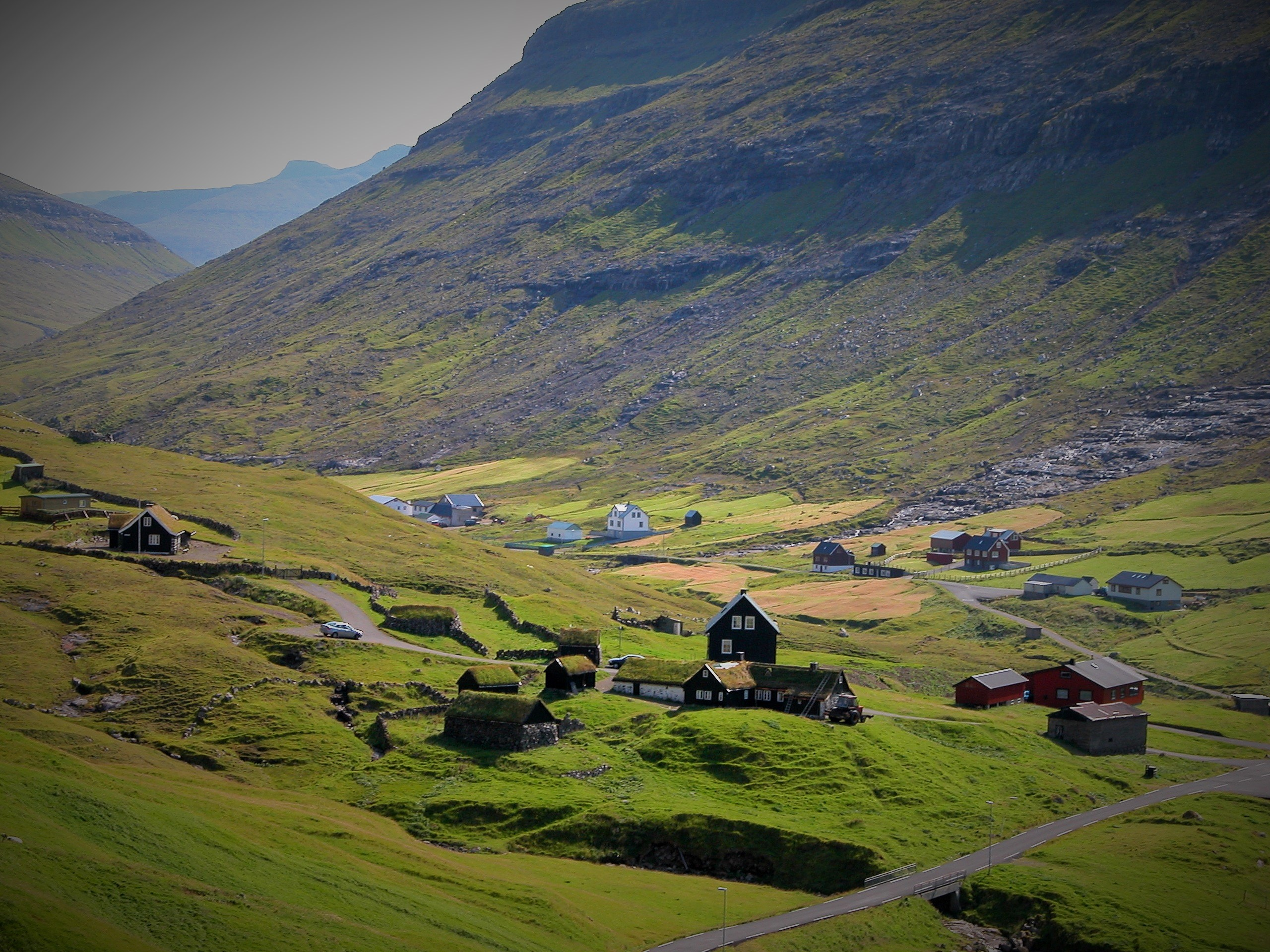
Das Dorf Saksun im Norden Streymoys.

Saksun liegt im Norden von Streymoy an der Westküste am Ende eines langen fruchtbaren Tals ("Saksunardalur"), das die Insel auf kompletter Breite in nordwestlicher Richtung durchschneidet. Der Ort ist von hohen Bergen umgeben. Im Norden der 764 m hohe Melin und Richtung Vestmanna der 790 m hohe Koppenni, der höchste Berg auf Streymoy.
Im Tal fahren nur wenige Autos, und die Straße durch das Tal eignet sich für Wanderer und Radfahrer gleichermaßen.
Saksun ist ein beliebtes Ausflugsziel, zum einen wegen seines einst durch einen Sturm angespülten Sandstrandes, zum anderen wegen der pittoresken Lage und des Museums in Form eines Bauernhauses aus dem 17. Jahrhundert, das bei Bedarf von einem Einheimischen geöffnet und erklärt wird.

## Geschichte

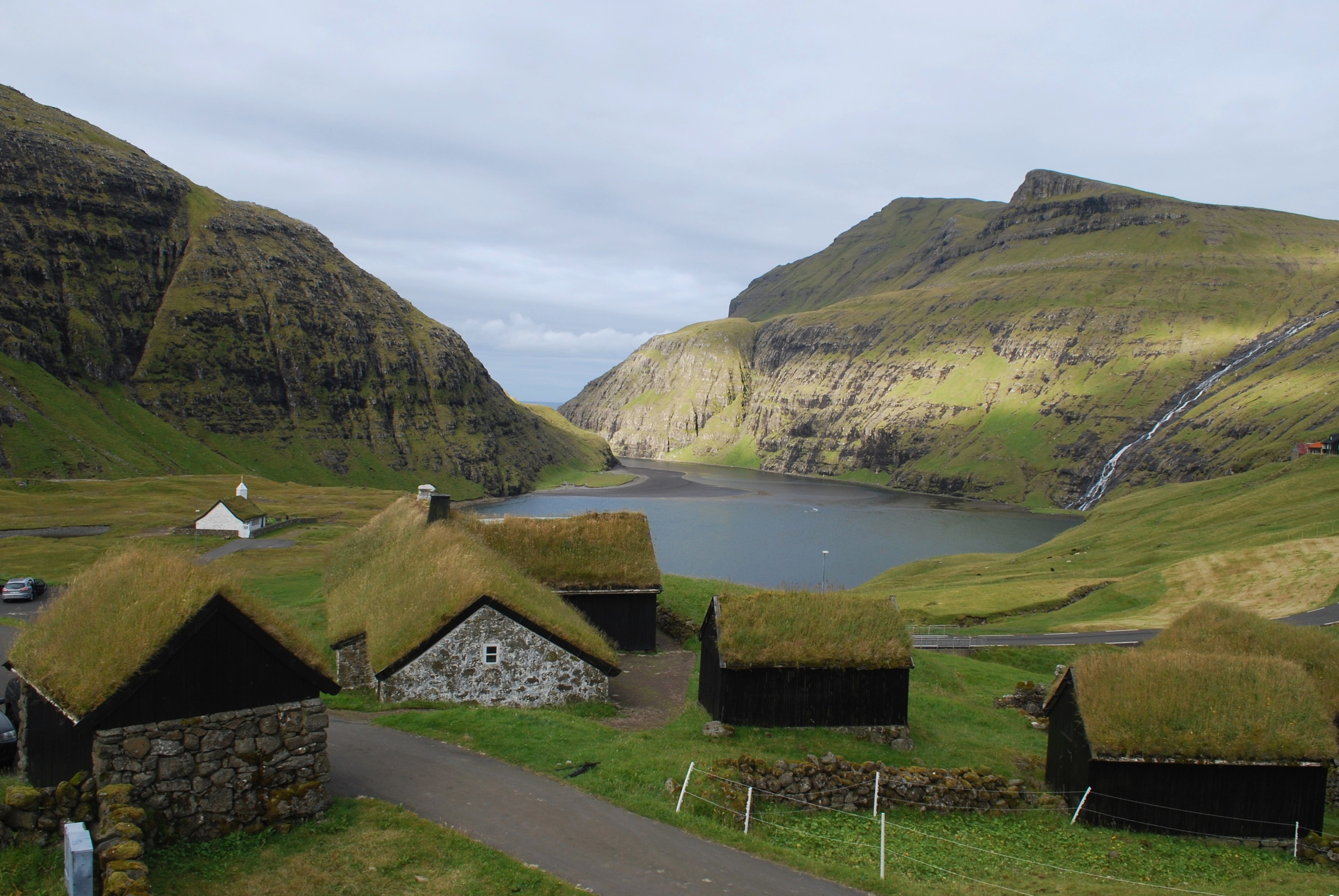
Der historische Königsbauernhof Dúvugarðar in Saksun. Im Hintergrund der Pollurin und links davon die Kirche von 1858.

Erstmals erwähnt wird der Ort zusammen mit den Nachbarorten Vestmanna und Kvívík in einem Dokument aus dem Zeitraum zwischen 1350 und 1400. Es wird erzählt, dass der Ort im Mittelalter durch den "Schwarzen Tod" entvölkert wurde. Lediglich eine einzige Frau soll überlebt haben. Sie erhob anschließend auf der Frühjahrsgerichtsversammlung (Várting) in Kollafjørður Anspruch auf den gesamten Grund und Boden in Saksun und erhielt Recht unter der Bedingung, dass sie sich einen Ehemann suchen müsse. Dies tat sie und kehrte mit einem Ehemann nach Saksun zurück.
Die Herkunft des Namens Saksun ist nicht vollständig geklärt. Als ausgeschlossen gilt jedoch eine Rückführung des Namens auf das Volk der Sachsen, da hier bislang kein Zusammenhang nachgewiesen werden konnte. Vermutet wird dagegen, dass es sich bei Saksun um eine Zusammenziehung von Saks-havn handelt, eine Erklärung, die bereits bei Svabo zu finden ist.
Auch im Jarðarbókin von 1584 wird Saksun unter der dänischen Bezeichnung "Sax Haffue" aufgeführt. Diese Bezeichnung geht wahrscheinlich auf den altnordischen Namen "Sakshǫfn" zurück, der jedoch schriftlich nicht belegt ist. Der Name weist schon auf das ursprüngliche Vorhandensein eines Naturhafens ("havn") hin. Dessen Eingang wurde im 17. Jahrhundert durch ein heftiges Sturmwetter an einem 2. Februar ("den haarde Kyndelsmisse"), wahrscheinlich im Jahr 1602, mit Sand zugespült, so dass eine Art Lagune oder Küstensee entstand. Dieses als "Pollur" bzw. "Pollurin" bezeichnete 27 m tiefe und 400 m breite Gewässer, das durch die drei Wasserläufe Gellingará, Skipá und Dalsá mit Süßwasser angefüllt wird, kann heute nur noch von kleinen Booten über ein schmales Rinnsal vom Meer aus erreicht werden, und das auch nur bei Flut.

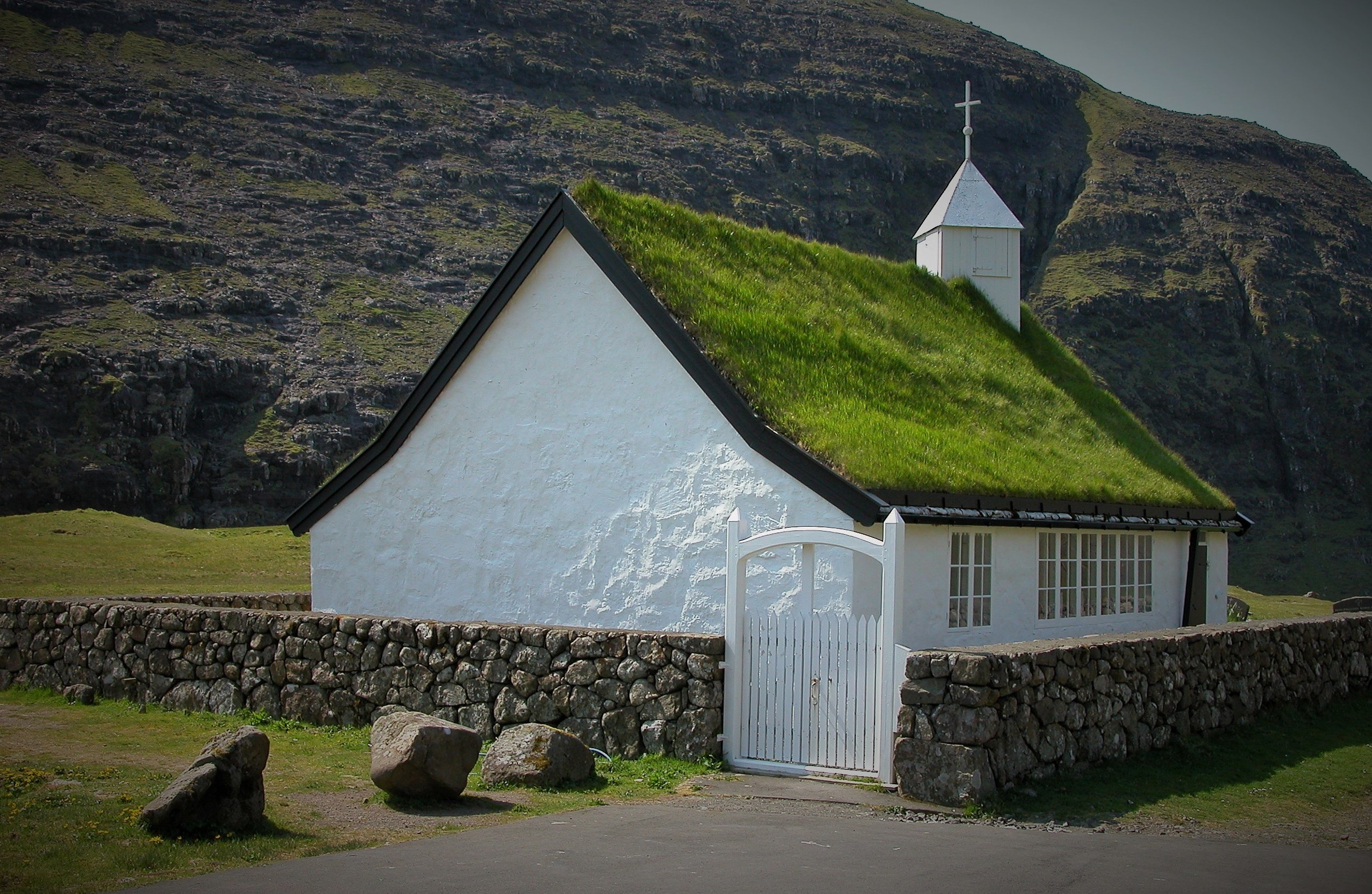
Die Kirche aus dem 19. Jahrhundert in Saksun.

Die Dorfkirche von Saksun stand ursprünglich in Tjørnuvík, wurde dort abgebaut, über den Wanderweg hierher gebracht und am dritten Sonntag nach Trinitatis 1858 wieder eingeweiht. Dieser Wanderweg über die Berge existiert noch heute und gilt als einer der schönsten auf den Färöern. Seit der Reformation mussten die Dorfbewohner diesen Wanderweg nehmen, wenn sie am Gottesdienst teilnehmen wollten, denn die katholische Kirche in Saksun war nach dem Glaubenswechsel geschlossen worden. Als die neue Kirche errichtet wurde, war das keine bloße Kopie der alten Kirche, sondern hier wurden im Gegensatz zur Bauweise der alten Holzkirchen die Außenmauern aus Stein errichtet. Nur die Innenwände, Stützbalken und der Altar erinnern noch an die Kirche von Tjørnuvík.
Erst 1957 bekam der Ort Elektrizität, und es sollte noch mal bis 1963 dauern, als auch die Kirche endlich elektrisches Licht und eine Heizung bekam.
Wie viele andere Dörfer auf den Färöern musste Saksun in den letzten 15 Jahren eine geradezu dramatische Entwicklung der Einwohnerzahl hinnehmen. Lebten im Jahr 2000 noch 30 Menschen im Dorf, waren es im Jahr 2015 nur noch zehn Personen. Sollte diese Entwicklung weiter anhalten, dann wird sich der Ort in absehbarer Zeit in ein Museumsdorf mit Wochenend- und Sommerhäusern verwandeln.

## Bilder

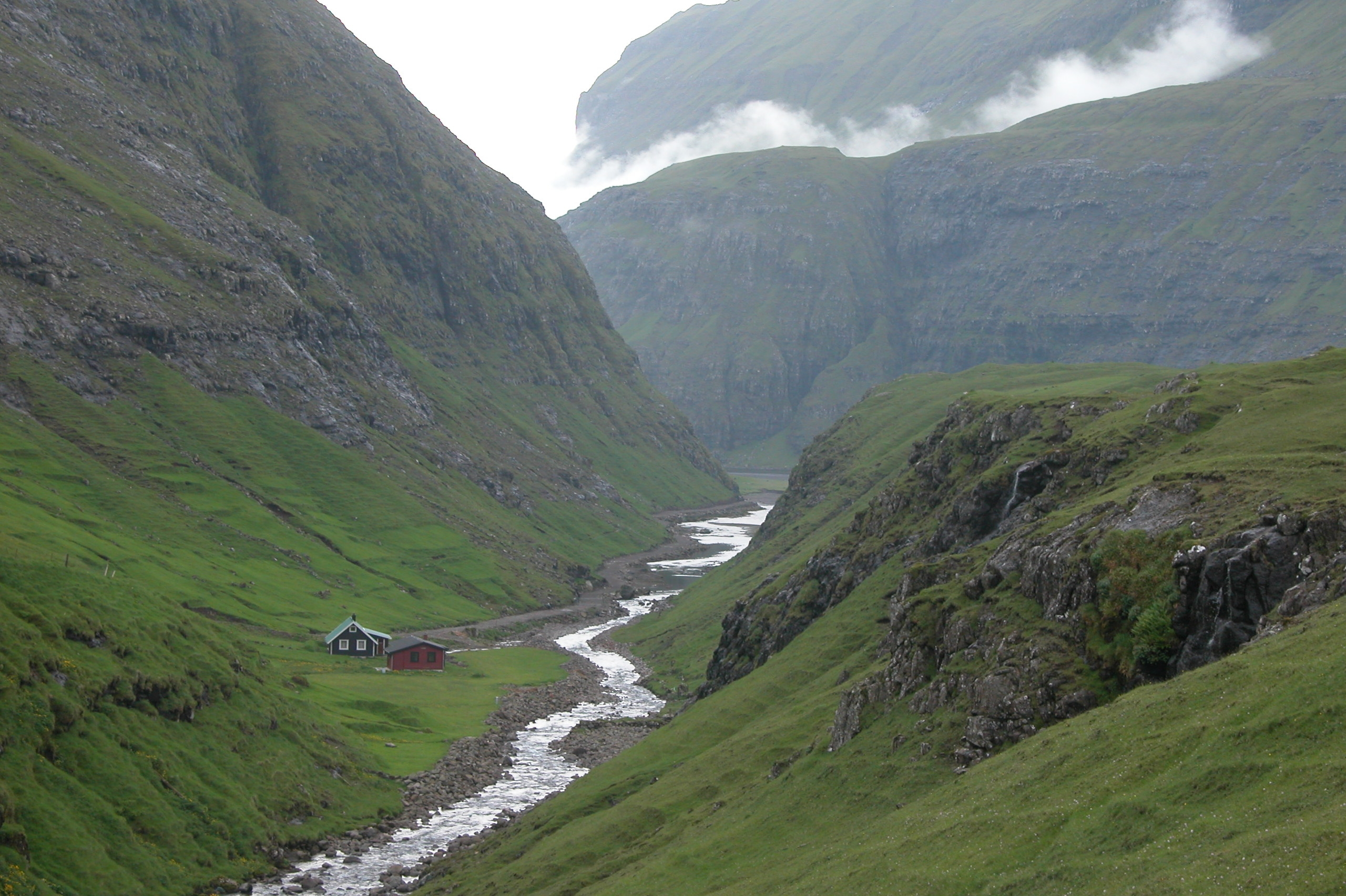
Das Tal Saksunardalur mit der hindurchfließenden Stórá.
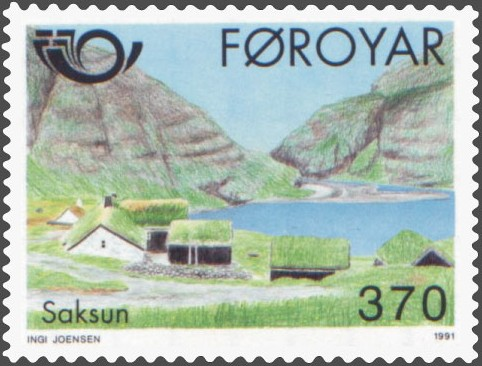
Saksun auf einer Briefmarke von 1991.
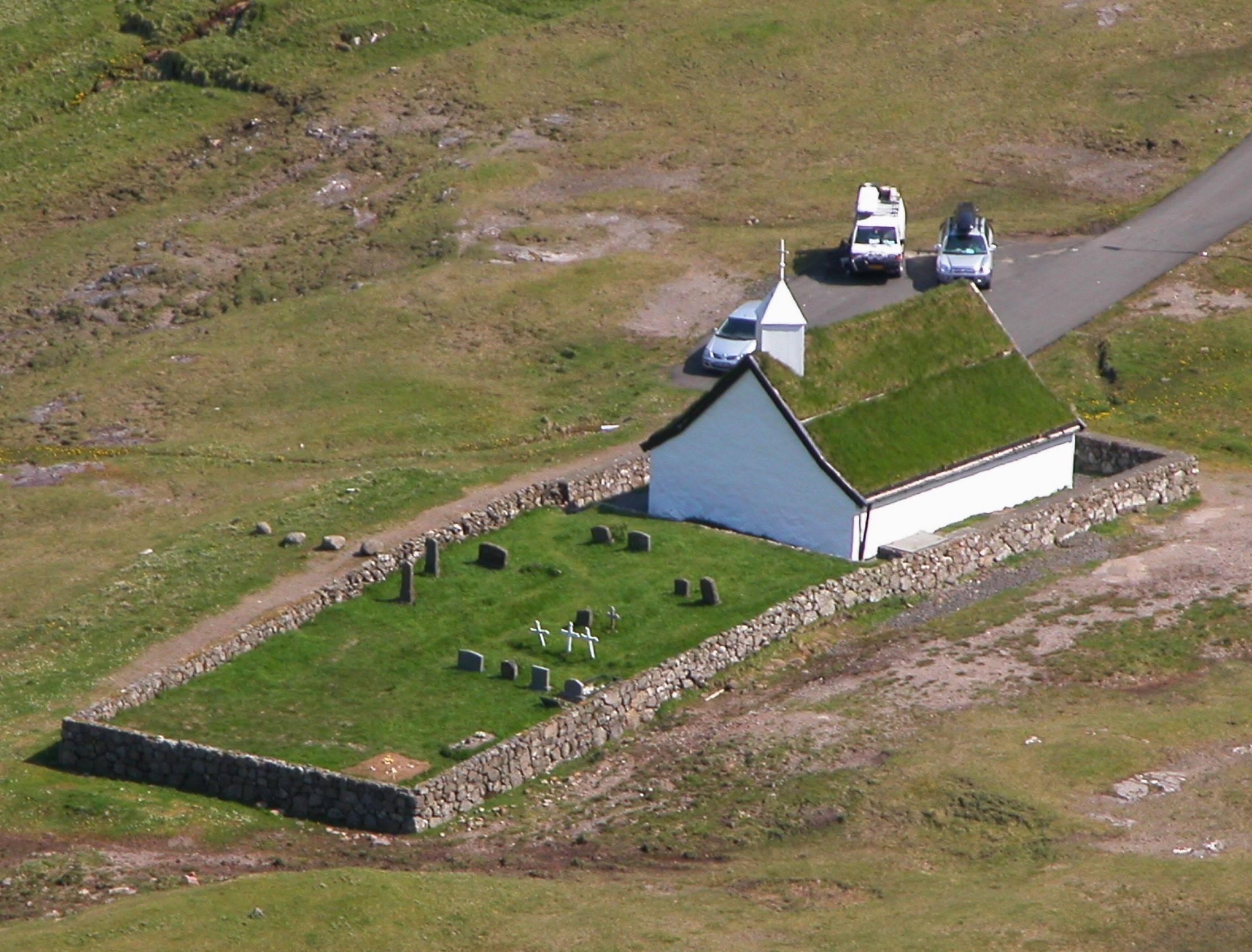
Kirche und Friedhof
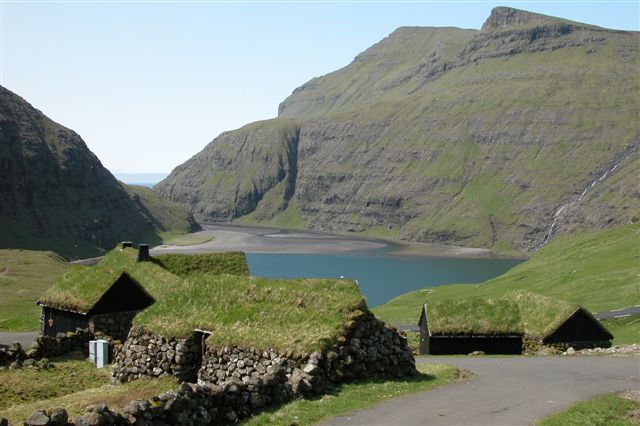
Hofmuseum
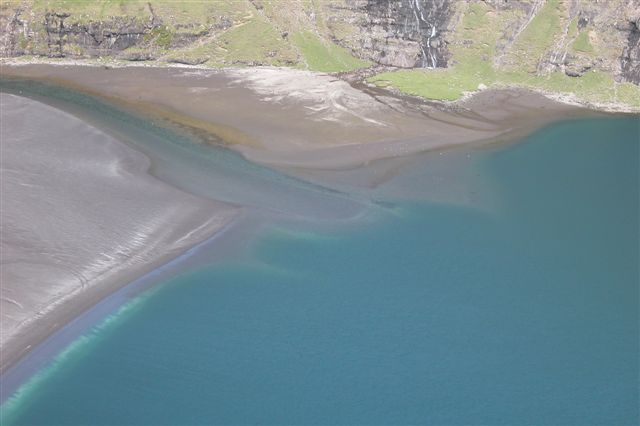
Fördeufer
Sandstrand in Saksun
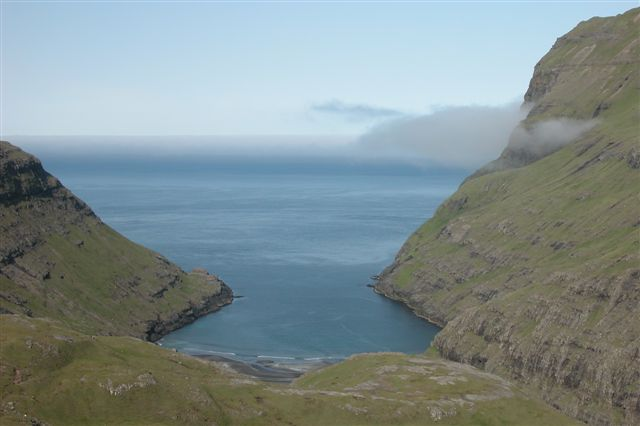
Die Meeresbucht von Saksun aus betrachtet
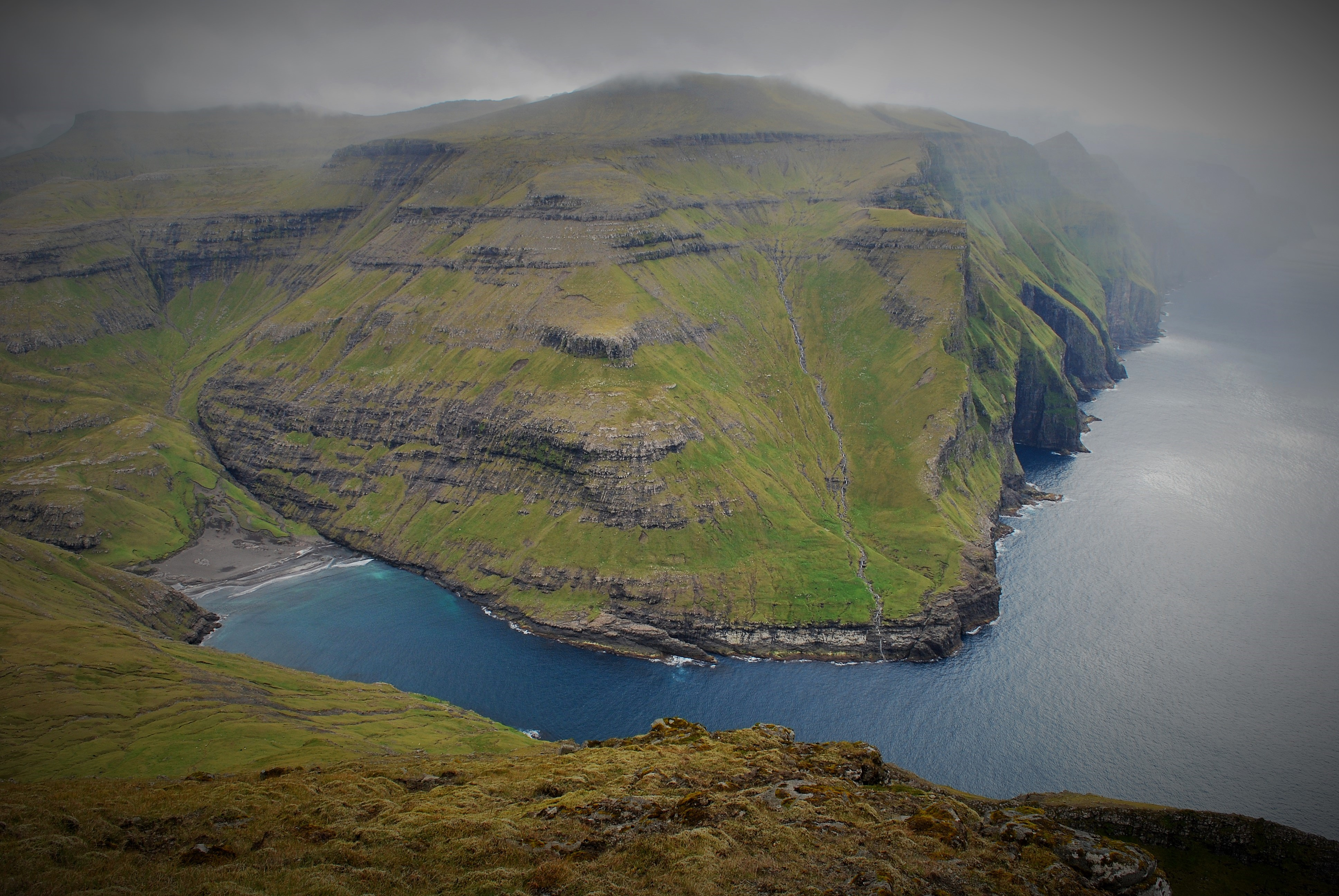
Die Meeresbucht bei Saksun